# جسر دو سافر (مترو باريس)
جسر دو سافر (بالفرنسية: Pont de Sèvres)‏ هي محطة مترو تابعة لمترو باريس تقع في فرنسا في بولون-بيانكور.[بحاجة لمصدر]

## التاريخ
افتتحت المحطة في 3 فبراير 1934 مع التوسعة من محطة بورت دو سان كلود. وكانت أول امتداد لشبكة المترو خارج حدود باريس، وهي واحدة من المحطات الثلاث الأولى التي تقدم الخدمة إلى الضواحي الداخلية لباريس (إلى جانب محطتي بيلانكور ومارسيل سيمبات).
في عام 1943، أثناء غارة جوية للحلفاء كانت تهدف إلى تدمير مصانع رينو في بولون-بيلانكور (في جزيرة سيغوان)، أخطأت القنابل أهدافها وتسببت في مقتل 300 شخص، من بينهم 80 شخصًا حول المحطة، مما أدى إلى تدميرها جزئيًا. 